# Tropidocarpum gracile
Tropidocarpum gracile är en korsblommig växtart som beskrevs av William Jackson Hooker. Tropidocarpum gracile ingår i släktet Tropidocarpum och familjen korsblommiga växter. Inga underarter finns listade i Catalogue of Life.

## Bildgalleri

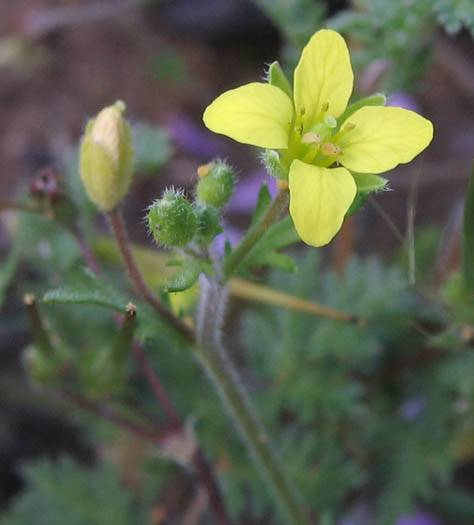